# ネウラダ科
ネウラダ科（ネウラダか、学名：Neuradaceae Kostel.）は、3属10種含まれる被子植物の科である。本科に属する属（Grielum、Neurada、Neuradopsis）は、バラ目に属していたが、アオイ目に変更された。本科のさらなる研究が必要とされる。